# Layers of Fear
Layers of Fear es un videojuego de terror psicológico desarrollado por el estudio polaco Bloober Team para Linux, Microsoft Windows, OS X, PlayStation 4 y Xbox One el 16 de febrero de 2016. La versión para Nintendo Switch, que fue titulada Layers of Fear: Legacy, se lanzó el 21 de febrero de 2018.
En Layers of Fear, el jugador controla a un pintor psicológicamente perturbado que está tratando de completar su obra magna, mientras se interna a través de una mansión victoriana que alberga algunos secretos inquietantes sobre el propio pintor. La jugabilidad, presentada en primera persona, se basa principalmente en la historia, girando a menudo en la resolución de rompecabezas y la exploración, ya que el juego se intensifica después de cada nivel superado.
En agosto de 2016 se lanzó un pequeño DLC titulado Layers of Fear: Inheritance, como continuación directa del juego en el que se controla a la hija del pintor, enfocándose en el trauma después de regresar a la antigua casa familiar.

## Jugabilidad
El jugador toma el control de un artista que ha regresado a su viejo estudio. El objetivo inicial es completar su obra maestra, y el papel del jugador es descubrir cómo lograr dicha tarea. El desafío proviene de acertijos que requieren que el jugador busque en su entorno, pues se tratan de pistas visuales con las que hay que interactuar. La casa parece sencilla al principio, pero el nivel va incrementándose a medida que se va explorando y se van consiguiendo los elementos del juego. Estos cambios en el entorno proporcionan andamios para los acertijos y brindan saltos de saltos comunes en los juegos de este género.
El juego está dividido en seis capítulos con varios elementos que el jugador puede encontrar para completar su trabajo. Layers of Fear está muy atenuado, y hay objetos que descubren ciertos aspectos de la historia del pintor. Al completar la pintura, hay una carta que se ensambla lentamente, que muestra el origen de su obra maestra y objetos que explican el secreto del pintor a través de flashbacks de diálogo.

## Trama
El protagonista, del que no se conoce el nombre, regresa a casa después de una audiencia en la Corte. Después de explorar brevemente su casa vacía, va a su taller para comenzar a trabajar en lo que el propio personaje define su "obra maestra". Después de agregar la primera capa, comienza a tener alucinaciones sobre sus encuentros pasados.
El hombre era un joven y ambicioso pintor que utilizó a su esposa pianista como modelo para su pintura. Pronto su esposa quedó embarazada y dio a luz una hija. Después del embarazo, decidió pasar más tiempo trabajando en sus pinturas y dejó a su esposa con la crianza de su hija. Tras comprar un perro para su familia, comenzó a tener problemas con la bebida debido a la tensión constante y el ruido fuera de su taller. Le puso un bozal al perro, pero muy pronto las ratas comenzaron a causarle aún más estrés, aunque es más probable que las ratas sean un producto de su esquizofrenia. El perro podría haber sido asesinado por él o atacado por algo.
Su talento comenzó a decaer lentamente y su visión de la pintura se torció, comenzando a ahuyentar a sus amigos pintando obras sangrientas y horribles para trabajos simples, incluyendo un conjunto de ilustraciones para Caperucita Roja. Después de un largo período de abandono, su esposa decidió quemar sus pinturas, incluida su obra más preciada, "La Dama de Negro". En un estado de embriaguez, aparentemente golpeó a su mujer y la obligó a irse con su hija. Reconociendo posteriormente lo que había hecho, intentó llamarla varias veces para reconciliarse con ella, cosa que no logró. Después de un tiempo, recibió una llamada telefónica diciéndole que estaba gravemente herida en un incendio. Su mujer terminó horriblemente desfigurada, pero tanto ella como su hija sobrevivieron.
Después del incendio, llevó a su esposa, ahora en silla de ruedas, a su casa para que pudiera cuidar de ella y su hija. Sus problemas con la bebida continuaron debido a las constantes "distracciones" de su presencia. Después de recuperar su capacidad para caminar, la esposa fue descuidada aún más porque su esposo pensó que le faltaba "belleza". Después de que el pintor tuvo otro arrebato de borracho, la esposa se suicidó cortándose las muñecas en el baño. En la actualidad, se revela que se volvió loco y tomó seis partes del cuerpo de su esposa para trabajar en su pintura: su piel como el lienzo, su sangre como la capa superior, su médula ósea como la capa inferior, un cepillo hecho con parte de su cabello, su dedo y su ojo.
Hay tres finales diferentes presentados en el juego, cada uno dependiendo de las acciones del jugador durante el transcurso del mismo.
El final "malo" muestra que el artista estaba trabajando en un retrato de su esposa como la obra maestra. Logra crear la pintura y retrocede para admirarla, solo para ver cómo la figura de su esposa se transforma en una figura mutilada que se burla de él. Horrorizado, agarra la pintura y la arroja a una habitación llena de pinturas idénticas, las cuales comienzan a reírse. Se revela que el pintor pasó años encerrado en su casa trabajando en la misma imagen varias veces tratando de perfeccionarla. Si el jugador entra a la sala donde el artista arrojó la pintura, se revela que todos los retratos están bien hechos y se parecen a la esposa del artista, pero éste sólo puede verlos como un desastre desfigurado. Al regresar al estudio, revela un lienzo en blanco y comienza a trabajar en la próxima pintura a medida que la pantalla se vuelve negra, y vuelve al inicio de juego, implicando que el pintor está atrapado en un bucle infinito.
El final "neutro" es muy parecido, pero esta vez además de pintar a su mujer, añade también a su hija en el lienzo. Luego se da cuenta de los horribles errores que ha cometido y que nunca podrá devolverlos, sin importar cuántas veces lo intente. Entonces va a la habitación de arriba y quema todas sus pinturas anteriores junto con su trabajo terminado, y aparentemente muere en el incendio.
El final "bueno" termina con un retrato de sí mismo como su intento final. Finalmente satisfecho, decide colgarlo en la habitación de arriba. El siguiente plano lleva al espectador a una exhibición de arte en la que se ve al jugador en un museo junto a varios pintores.

## Sinopsis del DLC
El DLC del videojuego, Layers of Fear: Inheritance, cuenta la historia desde la perspectiva de la hija del protagonista del juego. La hija regresa a la casa de su infancia para enfrentarse su pasado. Explorando la casa destruida con una linterna, revive sus experiencias y atestigua todo el alcance de la tragedia que asoló a la familia.
Durante el curso de estos recuerdos revividos, hay diferentes resultados dependiendo de las acciones de la hija. Incluyen elecciones deliberadas, como dirigirse más a menudo hacia el retrato de la madre o el padre mientras se explora la casa, lo que conducirá a un diálogo que represente a uno o a otro, respectivamente, de una manera más favorable. Las elecciones no deliberadas implican que la hija tenga que realizar tareas que a menudo afectan la interacción con el padre. Un ejemplo de ello involucra a la hija creando obras de arte, donde puede crear dibujos infantiles con crayones (obteniendo una dura desaprobación del padre), o donde la hija puede pintar junto con las sugerencias del padre (obteniendo elogios si se hace correctamente). Estos resultados pueden llevar a que la hija vea al padre como un hombre duro que nunca quiso nada más que protegerla.
El final "bueno" del DLC se produce si la mayoría de los recuerdos llevan a que la hija vea al artista favorablemente. Al entrar a su dormitorio, la joven protagonista ve un retrato de ella con una flor, su herencia por parte de su padre. Ella ve este retrato como una disculpa, "expresado en el único idioma que el artista conoció". Al ver al padre como una figura trágica, que se volvió loco y deprimido por los recuerdos de la casa, toma el retrato y quema la casa. Mientras la casa arde, la hija deja de aceptar que no puede entender al artista, pero logra perdonarlo. El retrato se muestra más tarde colgado en el hogar de la protagonista.
El final "malo" ocurre si la mayoría de los recuerdos llevan a que la hija vea al artista negativamente. Al entrar en su habitación vieja, y al ver el retrato de ella, la hija continúa teniendo recuerdos del artista gritándole por llorar y hacer ruido. Todavía viendo el retrato como una disculpa, la hija piensa en la presunción del artista al pensar que una pintura resolvería su mala infancia. Viendo en ello una disculpa para nada suficiente, en una habitación llena de malos recuerdos, la hija lo rompe contra una cómoda. En el golpe, también se da a un candelabro iluminado que provoca el incendio de la habitación. El techo se derrumba, atrapando y enterrando a la hija en la casa en llamas.
La terminación "verdadera" aparece si la hija recoge los nueve dibujos de lápices de colores presentes en toda la casa y puede reorganizarlos, con las luces encendidas, para revelar un retrato más grande de ella. En la oscuridad, un dibujo oculto de una rata revela un mapa de la casa, que muestra una ubicación marcada que la hija puede encontrar ahora. Al darse cuenta de que su padre plantó esta pista sabiendo que ella lo vería, la hija se da cuenta de que su verdadera herencia es ver el mundo como lo hizo su padre. Al seguir el mapa y encontrar un lienzo cubierto, la hija recuerda que "le dijeron que la locura se ejecuta en mi familia", y decide "dejarlo correr". Este final se cierra en el lienzo que se muestra para mostrar la misma primera capa con la que comenzó el artista para su historia, y la habitación decrépita que parece brillante e intacta como lo había sido para el artista.

## Recepción crítica
La recepción crítica de Layers of Fear fue generalmente postiiva, recibiendo en el agregador Metacritic un puntaje de 73%, 75%, y 72% en las plataformas  Microsoft Windows, PlayStation 4, y Xbox One, respectivamente. Adicionalmente, el juego recibió una similar puntuación respecto a Metacritic, de 72, a través de OpenCritic.

## Secuela
En octubre de 2018, fue confirmada la secuela de Layers of Fear. Layers of Fear 2 fue finalmente estrenado en mayo de 2019, empleando el más reciente Unreal Engine 4, a diferencia del original, que fue desarrollado en Unity.
En junio de 2023, un remake e reimaginación de Layers of Fear con mismo nombre fue publicado exclusivamente para Windows y videoconsolas de novena generación, a diferencia de anteriores títulos de la saga los cuales fueron estrenados en PlayStation 4 y Xbox One. Este remake se convirtió en el primer estreno comercial en utilizar el motor Unreal Engine 5. Layers of Fear (2023) comprende las historias originales de Layers of Fear y Layers of Fear 2, recogiendo también capítulos exclusivos para esta entrega.